# Belgic (navire de 1873)
Pour les articles homonymes, voir Belgic.
Le Belgic est un paquebot mixte mis en service par la White Star Line en mars 1873. Premier des quatre navires de la compagnie portant ce nom, il est tout d'abord affecté, avec son sister-ship le Gaelic sur la route de l'Amérique du Sud, sur laquelle l'entreprise tente depuis peu de s'implanter. L'expérience est cependant de courte durée, et dès la fin de l'année, le Belgic est le dernier vapeur de la White Star Line à servir sur cette route. Il est alors déplacé sur la ligne de l'Atlantique Nord.
Dès l'année suivante, lui et son jumeau sont considérés comme du surplus, et sont prêtés à la compagnie naissante Occidental and Oriental Steamship Company qui les affrète sur la ligne du Pacifique. Cet accord se poursuit durant huit ans, avant que les deux navires ne soient retirés du service, en 1883, et vendus à la compagnie espagnole La Flecha. Renommé Goefredo, le navire s'apprête à connaître une carrière prometteuse sous son nouveau pavillon, carrière qui est finalement de courte durée. Il connaît en effet successivement deux échouements, le second se révélant fatal au navire, en février 1884.

## Histoire

### Sur l'Atlantique pour la White Star
Le Belgic et son sister-ship le Belgic sont à l'origine mis en construction dans les chantiers Harland & Wolff pour le compte d'une compagnie de Liverpool, la J. J. Bibby. Les deux navires sont cependant rachetés avant même leur lancement par la White Star Line. Peu après le lancement du Gaelic, le Belgic reçoit comme lui une machine compound construite par une entreprise de Liverpool et est lancé, le 14 janvier 1873. Comme les autres navires de la compagnie à l'époque, il est propulsé à la vapeur par une hélice, mais aussi à la voile grâce à quatre mâts. Le navire arbore une forme proche de ceux de la classe Oceanic, avec une forme effilée (son rapport entre la longueur et la largeur est de 10 à 1), dans la pratique chère à Harland & Wolff à cette époque. Il devait à l'origine être uniquement un cargo, cependant la White Star Line y fait rajouter des cabines pour accueillir 40 passagers de première classe.
Lorsqu'elle fait l'acquisition de ce navire, la White Star Line tente tant bien que mal d'établir, depuis fin 1872, un service à destination de l'Amérique du Sud, brièvement inauguré avec le Republic, l'Asiatic et le Tropic. C'est dans ce cadre là que le Belgic part, le 29 mars, pour son voyage inaugural entre Liverpool et Valparaiso. À ce moment, déjà, cependant, Thomas Henry Ismay et ses associés ont abandonné l'idée de faire fréquenter cette ligne par leurs plus gros navires et s'en retirent peu à peu. Le Belgic est le dernier vapeur à rester sur place, jusqu'en décembre 1873, après quoi la compagnie n'y exploite plus que des voiliers. Le Belgic est ensuite déplacé sur la ligne entre Liverpool et New York, sur laquelle il fait une unique traversée en mai 1874 avant d'être déplacé avec le Gaelic sur la route Londres—New York. C'est lors de sa première traversée sur cette ligne qu'il porte secours au vapeur espagnol Tornas, tombé en panne, et le remorque jusqu'en Amérique.

### Affrètement, vente et naufrage

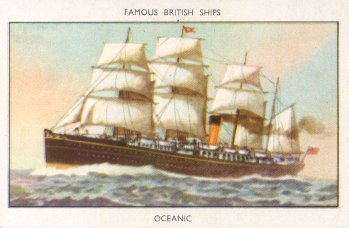
À partir de 1875, le Belgic sert aux côtés de l'Oceanic sur l'océan Pacifique.

Malgré ce service, le Belgic, tout comme son jumeau, restent des navires de surplus, situation encore renforcée en 1875 lorsque le Germanic est mis en service, suivant son sister-ship, le Britannic, arrivé l'année précédente. Il s'agit pour la compagnie de trouver une utilisation à ces navires. L'occasion se présente cette même année lorsque George Bradbury, président de l'Occidental and Oriental Steamship Company sollicite Ismay pour mettre en place un service régulier sur le Pacifique. La White Star Line accepte alors de laisser la nouvelle compagnie affréter le Gaelic, le Belgic, mais aussi le prestigieux Oceanic.
À partir du 29 mai 1875, les deux jumeaux sont donc affrétés sur la ligne entre San Francisco, Yokohama et Hong Kong, à l'origine pour un contrat de cinq ans ensuite prolongé. Pour le Belgic s'ouvre une période sans histoire, et il semble que le contrat d'affrètement ait été prolongé à huit ans.
En 1883 le Belgic (de même que le Gaelic), est vendu à la Compañia de Navigacion La Flecha de Bilbao pour 30 000 £. Il poursuit alors sa carrière sous pavillon espagnol avec pour nouveau nom Goefredo. Cette nouvelle vie se révèle cependant de courte durée. Le 27 janvier 1884, en effet, il s'échoue en quittant Santiago de Cuba, et retourne à Liverpool pour des réparations. Lorsqu'il quitte ce port, le 26 février suivant, pour La Havane, il s'échoue à nouveau dans l'embouchure de la Mersey. Cette fois-ci, les dommages trop importants entraînent la perte définitive du navire.
La White Star Line, pour sa part, ne perd pas de vue l'héritage de son navire : dès 1885, elle acquiert deux nouveaux paquebots-mixtes, nommés Belgic et Gaelic, qui prennent la place laissée par leur prédécesseurs sur le Pacifique, toujours au service de l'Occidental and Oriental Steamship Company.